# 城山公園野球場
城山公園野球場（しろやまこうえん やきゅうじょう）は、兵庫県三田市にある総合体育施設の城山公園内にある野球場である。

## 概要
パークマネジメント三田が指定管理者として管理している球場。
関西独立リーグ（初代および2代目）に所属する兵庫ブルーサンダーズ→神戸三田ブレイバーズ→兵庫ブレイバーズの本拠地球場。また、全国高等学校野球選手権兵庫大会では2008年から試合会場の1つとして使用されている（2014年除く）。
2011年度より愛称をキッピースタジアムと称していたが、2013年度からは命名権によるスポンサー名を冠したアメニスキッピースタジアムと呼称し、当時の契約では期間は2022年3月31日までだった。2023年4月時点では元のスポンサー名を冠さない愛称に戻っていた。2023年6月8日に三田市は、公募による新たな命名権者が神姫バスとなったことを発表し、同年7月1日より神姫バスキッピースタジアムの愛称が使用されている。契約期間は2026年3月末までの予定。

## 歴史
2008年4月1日から、日比谷アメニス大阪支店を代表企業とするパークマネジメント三田が指定管理者として管理している。
2006年
第61回国民体育大会の軟式野球成年の会場として使用された。
2010年
12月1日 関西独立リーグの合同トライアウトが実施された。
12月9日 2011年度より愛称を「キッピースタジアム」とすることが発表された。
2013年
4月 指定管理者の代表企業である「日比谷アメニス」（日比谷花壇の関連企業）が3年契約の命名権を取得したことにより、愛称が「アメニスキッピースタジアム」となった（その後契約を更新、2022年3月末まで継続）。
2015年
全国高等学校軟式野球選手権兵庫大会では、当球場で全試合が行われた。
2023年
7月 新たな命名権契約により、愛称が「神姫バスキッピースタジアム」となる。

## 施設概要
グラウンド面積：12,500m2
両翼：95m、センター：120m
内外野：人工芝（一部アンツーカー）
収容人員：1,250人（メインスタンド[個別座席、背もたれなし]：750人、一・三塁側芝生席：各250人[車いす席各3席含む]）
ナイター照明6基
スコアボード：磁気反転式
- 一・三塁側芝生席の奥にブルペンがある。
- 外野スタンドはないが、外野フェンス裏側が通路となっており、球場外周を一周することが可能。